# Alexander Hubertus Carolus Maria Vos de Wael
Alexander Hubertus Carolus Maria Vos de Wael (Raalte, De Hofstede, 12 november 1870 - Westervoort, 26 juni 1945) was een Nederlandse burgemeester.

## Familie
Vos de Wael, lid van de familie Vos de Wael, was een zoon van mr. Gerhardus Antonius Vos de Wael (1819-1881), burgemeester van Raalte, en Carolina Maria Clara Paulina von Beesten (1830-1912). Hij trouwde met Ruphina Anna Maria Tellegen (1882-1963), telg uit het geslacht Tellegen. Uit dit huwelijk werden twee zoons en twee dochters geboren.

## Loopbaan
Vos de Wael werd benoemd tot burgemeester van Westervoort in 1899. Hij was daarnaast onder andere voorzitter van de Boerenleenbank. In 1924 vierde hij zijn zilveren ambtsjubileum en werd benoemd tot ridder in de Orde van Oranje-Nassau. Wegens het bereiken van de 65-jarige leeftijd kreeg hij, op eigen verzoek, per 1 januari 1935 ontslag als burgemeester.
Vos de Wael overleed in 1945, op 74-jarige leeftijd, en werd begraven op het R.K. kerkhof bij de Werenfriduskerk.